# Luštica

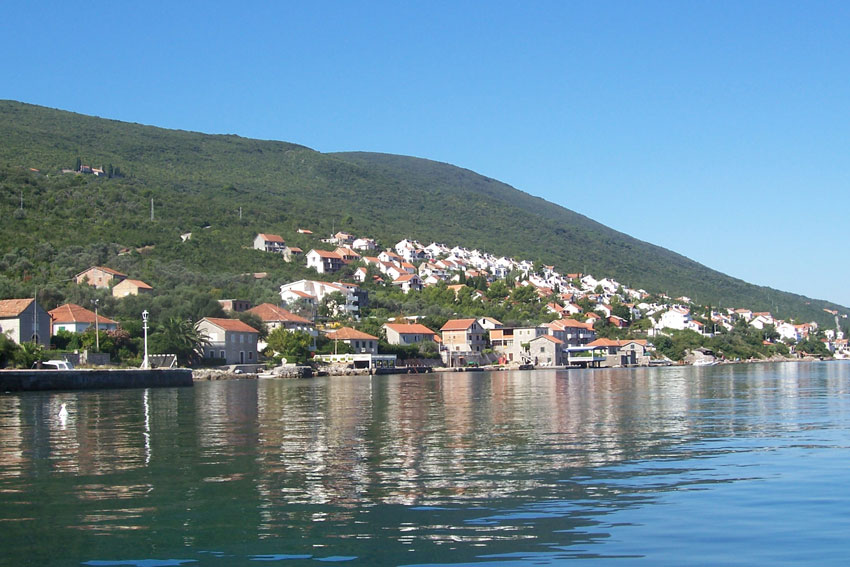
Pobřeží u vesnice Krašići

Luštica je poloostrov v Černé Hoře, který uzavírá vstup do Boky Kotorské z Jaderského moře. Naproti němu přes ústí zálivu se nachází poloostrov Prevlaka, který patří Chorvatsku. Luštica je rozdělena mezi opštiny Tivat a Herceg Novi. Poloostrov je dlouhý 13 km a má rozlohu 47 km², největším sídlem jsou Krašići. Pobřeží je členité, dlouhé 35 km, což je více než desetina délky pobřeží celého státu. Poloostrov je skalnatý, nejvyšším vrcholem je Obosnik (586 m). Vegetaci tvoří převážně olivovníky, žijí zde šakalové a divoká prasata. Na poloostrově se nacházejí dvě desítky kostelů. Vzhledem k jeho strategickému významu zde měla Jugoslávská lidová armáda řadu vojenských zařízení, po rozpadu Jugoslávie se začal rozvíjet turistický ruch. Nedaleko se nachází mezinárodní letiště Tivat. 